# Kimi (chatbot)
Kimi este un chatbot cu inteligență artificială generativă dezvoltat de Moonshot AI care poate interacționa cu oamenii, poate răspunde la întrebări și poate colabora la creații. Este primul produs asistent de inteligență artificială din lume care acceptă introducerea a 200.000 de caractere chinezești.